# Wonderful (Circle Jerks)
Wonderful è il quarto album dei Circle Jerks, punk band californiana, pubblicato nel 1985.

## Tracce
1. Wonderful – 2:20
2. Firebaugh – 1:37
3. Making the Bombs – 3:24
4. Mrs. Jones – 2:11
5. Dude – 2:24
6. American Heavy Metal Weekend – 3:22
7. I & I – 2:18
8. The Crowd – 1:35
9. Killing for Jesus – 4:44
10. Karma Stew – 1:32
11. 15 Minutes – 4:14
12. Rock House – 2:31
13. Another Broken Heart for Snake – 1:15

## Formazione
- Keith Morris - voce
- Greg Hetson - chitarra
- Roger Rogerson - basso
- Lucky Lehrer - batteria